# Biathlon-Weltmeisterschaft 1958
Die 1. Biathlon-Weltmeisterschaft wurde am 1. und 2. März 1958 in Saalfelden in Österreich ausgetragen.
Bis 1965 wurde jeweils nur ein Weltmeister im Einzelbewerb über 20 km ermittelt. Die Mannschaften wurden nur inoffiziell gewertet. Ein Staffellauf kam erstmals 1959 als „Rahmenprogramm“ zur Austragung. Offizielle Medaillen wurden ab 1966 für die Staffel vergeben.

## Biathlon Männer

### Einzel 20 km
| Platz | Sportler            | Zeit [h]  | Diff     | Schieß- fehler |
| ----- | ------------------- | --------- | -------- | -------------- |
| 01    | Adolf Wiklund       | 1:33:44,0 |          | 03 (3+0+0+0)   |
| 02    | Olle Gunneriusson   | 1:34:13,0 | +29,0    | 03 (3+0+0+0)   |
| 03    | Wiktor Butakow      | 1:34:46,0 | +1:02,0  | 06 (5+1+0+0)   |
| 04    | Sture Ohlin         | 1:35:47,0 | +2:03,0  | 03 (3+0+0+0)   |
| 05    | Arvid Nyberg        | 1:36:54,0 | +3:10,0  | 07 (5+2+0+0)   |
| 06    | Pentti Napari       | 1:37:13,0 | +3:29,0  | 07 (5+2+0+0)   |
| 07    | Walentin Pschenizyn | 1:37:14,0 | +3:30,0  | 07 (5+2+0+0)   |
| 08    | Sven Nilsson        | 1:40:14,0 | +6:30,0  | 06 (5+1+0+0)   |
| 09    | Dmitri Sokolow      | 1:41:21,0 | +7:37,0  | 11 (5+5+1+0)   |
| 10    | Alexander Gubin     | 1:42:12,0 | +8:28,0  | 10 (5+5+0+0)   |
| 11    | Stanisław Zięba     | …         | …        | …              |
| 12    | Asbjørn Bakken      | 1:49:35,0 | +15:51,0 | 10 (5+5+0+0)   |
| 13    | Hermann Mayr        | 1:50:52,0 | +17:08,0 | 11             |
| 14    | Stanisław Styrczula | …         | …        | …              |
| …     | …                   | …         | …        | …              |
| 16    | Knut Wold           | 1:55:23,0 | +21:39,0 | 12 (5+5+2+0)   |
| 17    | Paul Ernst          | 1:57:06,0 | +23:22,0 | 07             |
| …     | …                   | …         | …        | …              |
| k. A. | Rolf Graterud       | 2:02:06,0 | +28:22,0 |                |
| …     | …                   | …         | …        | …              |
| 25    | Fritz Krischan      | 2:04:23,0 | +30:39,0 | 17             |
| …     | …                   | …         | …        | …              |
| 27    | Heinz Härting       | 2:08:07,0 | +34:23,0 | 20             |

Datum: So. 2. März 1958, 10:30 h
Bei den ersten Biathlon-Weltmeisterschaften gingen nur 28 Sportler aus sechs Nationen an den Start.
Vier Mal mussten die Teilnehmer an den Schießstand und jeweils fünf Schüsse abgeben, die Entfernung verringerte sich dabei von 250 auf 200, 150 und 100 Meter. Nur das letzte Schießen erfolgte stehend. Pro Fehlschuss wurden zwei Minuten auf die Laufzeit aufgerechnet.

### Mannschaftswertung 4 × 20 km (inoffiziell)
| Platz | Land        | Sportler                                                                              | Zeit [h] / Diff. |
| ----- | ----------- | ------------------------------------------------------------------------------------- | ---------------- |
| 1     | Schweden    | Adolf Wiklund Olle Gunneriusson Sture Ohlin Sven Nilsson                              | 6:23:58          |
| 2     | Sowjetunion | Wiktor Butakow Walentin Pschenizyn Dmitri Sokolow Alexander Gubin                     | + 11:35          |
| 3     | Norwegen    | Arvid Nyberg Asbjørn Bakken Knut Wold Rolf Graterud                                   | + 1:00:00        |
| 4     | Polen       | Stanisław Zięba Stanisław Styrczula Stanisław Szczepaniak Stanisław Gąsienica-Sobczak | + 1:16:22        |
| 5     | Österreich  | Hermann Mayr Paul Ernst Fritz Krischan Heinz Härting                                  | + 1:36:30        |

Datum: 2. März 1958, 10:30 h
Dieser Wettbewerb war keine Staffel, sondern wie hier auch so benannt eine Mannschaftswertung. Die Ergebnisse kamen in einer inoffiziellen Wertung durch Addition der jeweils besten vier Athleten einer Nation zustande.

### Offizieller Medaillenspiegel
ohne Berücksichtigung der inoffiziellen Medaillen aus der Mannschaftswertung 
| Platz | Nation      | Gold | Silber | Bronze | Gesamt |
| ----- | ----------- | ---- | ------ | ------ | ------ |
| 1     | Schweden    | 1    | 1      | 0      | 2      |
| 2     | Sowjetunion | 0    | 0      | 1      | 1      |

| Platz | Sportler         | Gold | Silber | Bronze | Gesamt |
| ----- | ---------------- | ---- | ------ | ------ | ------ |
| 1     | Adolf Wiklund    | 1    | 0      | 0      | 1      |
| 2     | Ole Gunneriusson | 0    | 1      | 0      | 1      |
| 3     | Wiktor Butakow   | 0    | 0      | 1      | 1      |

### Inoffizieller Medaillenspiegel
mit Berücksichtigung der inoffiziellen Medaillen aus der Mannschaftswertung
| Platz | Nation      | Gold | Silber | Bronze | Gesamt |
| ----- | ----------- | ---- | ------ | ------ | ------ |
| 1     | Schweden    | 2    | 1      | 0      | 3      |
| 2     | Sowjetunion | 0    | 1      | 1      | 2      |
| 3     | Norwegen    | 0    | 0      | 1      | 1      |

| Platz | Sportler            | Gold | Silber | Bronze | Gesamt |
| ----- | ------------------- | ---- | ------ | ------ | ------ |
| 1     | Adolf Wiklund       | 2    | 0      | 0      | 2      |
| 2     | Ole Gunneriusson    | 1    | 1      | 0      | 2      |
| 3     | Sture Ohlin         | 1    | 0      | 0      | 1      |
| 3     | Sven Nilsson        | 1    | 0      | 0      | 1      |
| 5     | Wiktor Butakow      | 0    | 1      | 1      | 2      |
| 6     | Walentin Pschenizyn | 0    | 1      | 0      | 1      |
| 6     | Dmitri Sokolow      | 0    | 1      | 0      | 1      |
| 6     | Alexander Gubin     | 0    | 1      | 0      | 1      |
| 9     | Arvid Nyberg        | 0    | 0      | 1      | 1      |
| 9     | Asbjørn Bakken      | 0    | 0      | 1      | 1      |
| 9     | Knut Wold           | 0    | 0      | 1      | 1      |
| 9     | Rolf Graterud       | 0    | 0      | 1      | 1      |

## Videolink
- FIRST WORLD BIATHLON CHAMPIONSHIPS 1958 SAAFELDEN WIKLUND, youtube.com, abgerufen am 13. Juni 2023